# Palača u Würzburgu
Palača u Würzburgu (Würzburg Residenz) u Bavarskoj (Njemačka) su dali izgraditi nadbiskup i vojvoda Würzburga Johann Philipp Franz von Schönborn i njegov brat Friedrich Carl von Schönborn od 1720. do 1744. godine. Ona je krunsko djelo vodećih njemačko-austrijskih baroknih arhitekata J. Hildebrandta i M. Welscha, a u izgradnji palače sudjelovali su i francuzi Robert de Cotte i Germain Boffrand. Ipak, glavni arhitekt palače Würzburg, koji joj je dao dana sprepoznatljive obrise, bio je Balthasar Neumann.
Mletački slikar Giovanni Battista Tiepolo je, uz pomoć svog sina Domenica, freskama oslikao unutrašnjost palače. Najveličanstveniji interijeri su na glavnom stubištu, kapeli i velikom salonu. Palaču je Napoleon proglasio “najljepšim objektom u Europi”, a teško je stradala u Drugom svjetskom ratu. Njena restauracija je trajala od 1945. do 1987. godine i koštala je, današnjih, 20 milijuna eura.
Palača Würzburg, zajedno s dvorskim vrtovima i trgom, je upisana na UNESCOv popis mjesta svjetske baštine u Europi 1981. godine, što je opravdano riječima: “Argumentacija Republike Njemačke nije bila potrebna, ... Palača je najhomogenija i najveličanstvenija od svih baroknih palača ... ona predstavlja jedinstvenu umjetničku realizaciju svojom ambicioznom organizacijom prostora, originalnošću kreativnog duha i internacionalnim karakterom izrade."
Najpoznatiji dijelovi palače u Würzburgu su:
- Dvorska kapela (Hofkirche) je crkva potpuno dekorirana štuko ukrasima i slikama Tiepola koji je naslikao i veličanstvenu oltarnu sliku. Oltarom dominiraju njeni zakrivljeni zidovi i tri preklapajuća ovalna svoda kupole.
- Glavno stubište (Treppenhaus) s najvećom freskom na svijetu na njenom svodu. Dugo se ovo stubište nalazilo na njemačkim novčanicama (Deutsche Mark).
- Veliki salon ili Carska dvorana (Kaisersaal) je središnji dio palače, carska rezidencija koja svjedoči o bliskoj vezi Würzburga i Svetog Rimskog Carstva.
- Bijela dvorana je ukrašena štuko dekoracijama u neoklasičnom stilu umjetnika A. Bossija.
- Dvorski vrt – Kako je palača bila izgrađena unutar utvrđenog grada, bilo je neophodno planirati vrt u sklopu kompleksa s palačom. Rješenje je bilo d ase iskoriste dva gradska bastiona koja su bila različite visine, čime se dobio neobičan krajolik. Tlo vrta se podiže idući od istoka prema zapadu sve do visine zidina, dok je u blizini palače vrt u obliku klasičnog francuskog parka, malo dalje pretvara se u engleski park s malenim utvrdama i livadama.

- Palača s juga
- Wurzburški park oko 1700. god.
- Glavno stubište
- Carska dvorana
- Tiepolova freska Vjenčanje Fridrika I. Barbarosse